# Mustafa Pašić
Mustafa Pašić, političar iz Hercegovine, jedan od vođa i ideologa četničkog pokreta.

## Životopis
Liječnik iz Konjica dr Ismet Popovac, zatim sudac iz Mostara Mustafa Pašić, te Mustafa Mulalić iz Livna, bili su glavni ideolozi i propagatori četničkog pokreta Draže Mihailovića među muslimanima Hercegovine i Mostara te su još rane 1942. godine radili na osnivanju muslimanskih četničkih odreda. Ustaška nadzorna služba ga je pratila preko svojih infiltriranih doušnika. On i Ismet Popovac su sa svojim uglednijim istomišljenicima, njih četrdesetak, održali tajni sastanak, čija je svrha bila što masovnije pridruživanje muslimana četnicima u borbi protiv ustaša i NDH. Na sastanku se odlučilo formirati pet do šest četničko-muslimanskih bataljuna u Istočnoj Hercegovini. Popovac i Pašić su usredotočili si djelovanje na područja Mostara, Gacka, Konjica i Nevesinja.